# Tupandi
Tupandi é um município brasileiro do estado do Rio Grande do Sul.

## História
Tupandi, assim como grande parte do Vale do Caí, foi colonizada por imigrantes alemães, que chegaram à região nos século XIX.
Em 1855, Juca Inácio Teixeira, residente em Pareci e  proprietário de enorme extensão de terras ao lado direito do Rio Caí, iniciou a venda de lotes coloniais alemães. Rapidamente a região foi povoada e surgiram picadas prósperas e futuras, tal o início do povoado ao qual se deu o nome de São Salvador e assim, na época chamada, ficou uma região colonial florescente. O nome de São Salvador se deveria de um ermitão luso-brasileiro chamou Salvador, que escolhera a solidão daquelas  matas virgens para habitação.
Em 1945 passou a chamar-se Tupandi, que segundo o padre Jesuíta Gotzman, ex-vigário da Paróquia Cristo Redentor, de Tupandi, possivelmente significava "Luz do Céu”.  Os primeiros moradores que se estabeleceram na região já não encontraram o tal Salvador, mas puderam, ainda,  dedicar-se com as saborosas frutas das laranjeiras que aí havia plantado.

## Geografia
Localiza-se a uma latitude 29º28'35" sul e a uma longitude 51º25'16" oeste, estando a uma altitude de 63 metros, na parte central. 
A cidade desenvolveu-se no vale do Arroio São Salvador que corta o município no sentido norte-sul. A região mais baixa situada ao sul possui uma altitude de cerca de 20m, no limite com os municípios de Harmonia e Bom Princípio. Do centro para o norte, o município possui um relevo bem acidentado, com diversos morros, sendo que no extremo norte, próximo ao limite com os município de Barão e São Pedro da Serra a altitude ultrapassa os 500m.
Possui uma área de 59,447 km². A população é estimada em 2020, segundo o IBGE, em 4 939 habitantes.